# Груши, фасоль и бекон

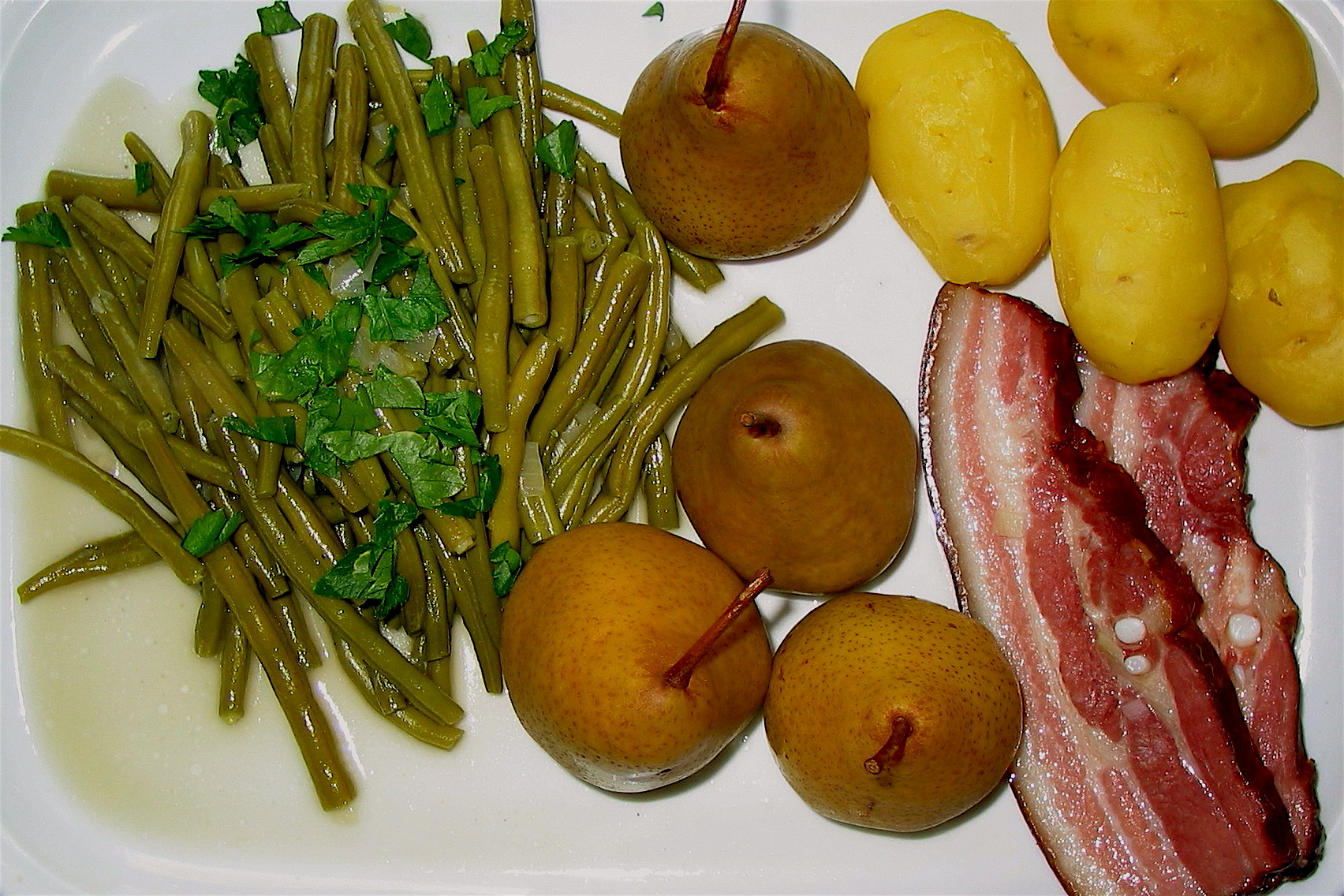
«Груши, фасоль и бекон»

Сезонное изобилие собранного урожая спелых овощей с библейских времён прославляли на богатых пирах. Тогда даже груши, фасоль и бекон дружат.
«Груши, фасоль и бекон» (нем. Birnen, Bohnen und Speck, также н.-нем. Gröner Hein — «Зелёный Генрих») — густой суп айнтопф, популярное блюдо в Шлезвиг-Гольштейне, Нижней Саксонии, Мекленбурге и Гамбурге. Обычно «груши, фасоль и бекон» готовят в августе и сентябре, когда в наличии имеются указанные в названии ингредиенты. В названии не учтён картофель, который был постоянным продуктом питания в крестьянских семьях на Севере Германии. «Груши, фасоль и бекон» удивляет своим особым комбинированным сладковато-горьковатым копчёным вкусом. Похожее по составу блюдо в вестфальской кухне называется «слепая курица».
Для такого супа подходят специальные груши местных сортов — очень твёрдые, зелёные, несладкие, с небольшим размером плодов, которые обычно потребляют только после предварительной термической обработки. Бекон отваривают одним куском или порезав на порции, затем через некоторое время добавляют почищенную и поломанную на кусочки зелёную фасоль. У груши удаляют чашечку и оставляют плодоножку, чтобы не отошла кожура, и добавляют целиком в суп. В конце приготовления суп загущают мукой. В Хадельне в суп добавляют также говядину или баранину. В Гамбурге и Шлезвиг-Гольштейне к супу подают отдельно отваренный картофель. На тарелку обычно выкладывают одну-две груши, добротную порцию бекона и фасоли, а также картофель и подливу по желанию. К «грушам, фасоли и бекону» обычно подают свежее пиво.